# Bakerella
Bakerella Tiegh., 1895 è un genere di piante epifite semi-parassite della famiglia Loranthaceae, endemico del Madagascar.

## Tassonomia
Il genere comprende le seguenti specie:
- Bakerella amhongoensis Balle
- Bakerella analamerensis Balle
- Bakerella belohensis Balle
- Bakerella clavata (Desr.) Balle
- Bakerella collapsa (Lecomte) Balle
- Bakerella diplocrater (Baker) Tiegh.
- Bakerella gonoclada (Baker) Balle
- Bakerella grisea (Scott-Elliot) Balle
- Bakerella hoyifolia (Baker) Balle
- Bakerella mangindranensis Balle
- Bakerella microcuspis (Baker) Tiegh.
- Bakerella perrieri Balle
- Bakerella poissonii (Lecomte) Balle
- Bakerella tandrokensis (Lecomte) Balle
- Bakerella tricostata (Lecomte) Balle
- Bakerella viguieri (Lecomte) Balle